# Väägvere
Väägvere este o arie protejată (arie specială de conservare — SAC, sit de importanță comunitară — SCI) din Estonia întinsă pe o suprafață de 6,2 ha, integral pe uscat.

## Localizare
Centrul sitului Väägvere este situat la coordonatele 58°28′31″N 26°50′14″E / 58.4752°N 26.8371°E.

## Înființare
Situl Väägvere a fost declarat sit de importanță comunitară în aprilie 2004 pentru a proteja un număr necunoscut de specii din flora spontană și fauna sălbatică aflate în arealul zonei. Situl a fost protejat și ca arie specială de conservare în ianuarie 2006.

## Biodiversitate
Situată în ecoregiunea boreală, aria protejată conține 1 habitat natural: Pajiști aluvionare boreale nordice.
La baza desemnării sitului se află un număr nedeclarat de specii protejate.